# Abadía (kommun)
Abadía är en kommun i Spanien.   Den ligger i provinsen Provincia de Cáceres och regionen Extremadura, i den centrala delen av landet, 200 km väster om huvudstaden Madrid. Antalet invånare är 330. Arean är 45 kvadratkilometer. Abadía gränsar till Aldeanueva del Camino, Lagunilla och Zarza de Granadilla. 
Terrängen i Abadía är kuperad norrut, men söderut är den platt.